# Ramgopalpur
Ramgopalpur (nep. रामगोपालपुर) – gaun wikas samiti w środkowej części Nepalu w strefie Dźanakpur w dystrykcie Mahottari. Według nepalskiego spisu powszechnego z 2001 roku liczył on 1585 gospodarstw domowych i 9705 mieszkańców (4807 kobiet i 4898 mężczyzn).